# シベリアの力

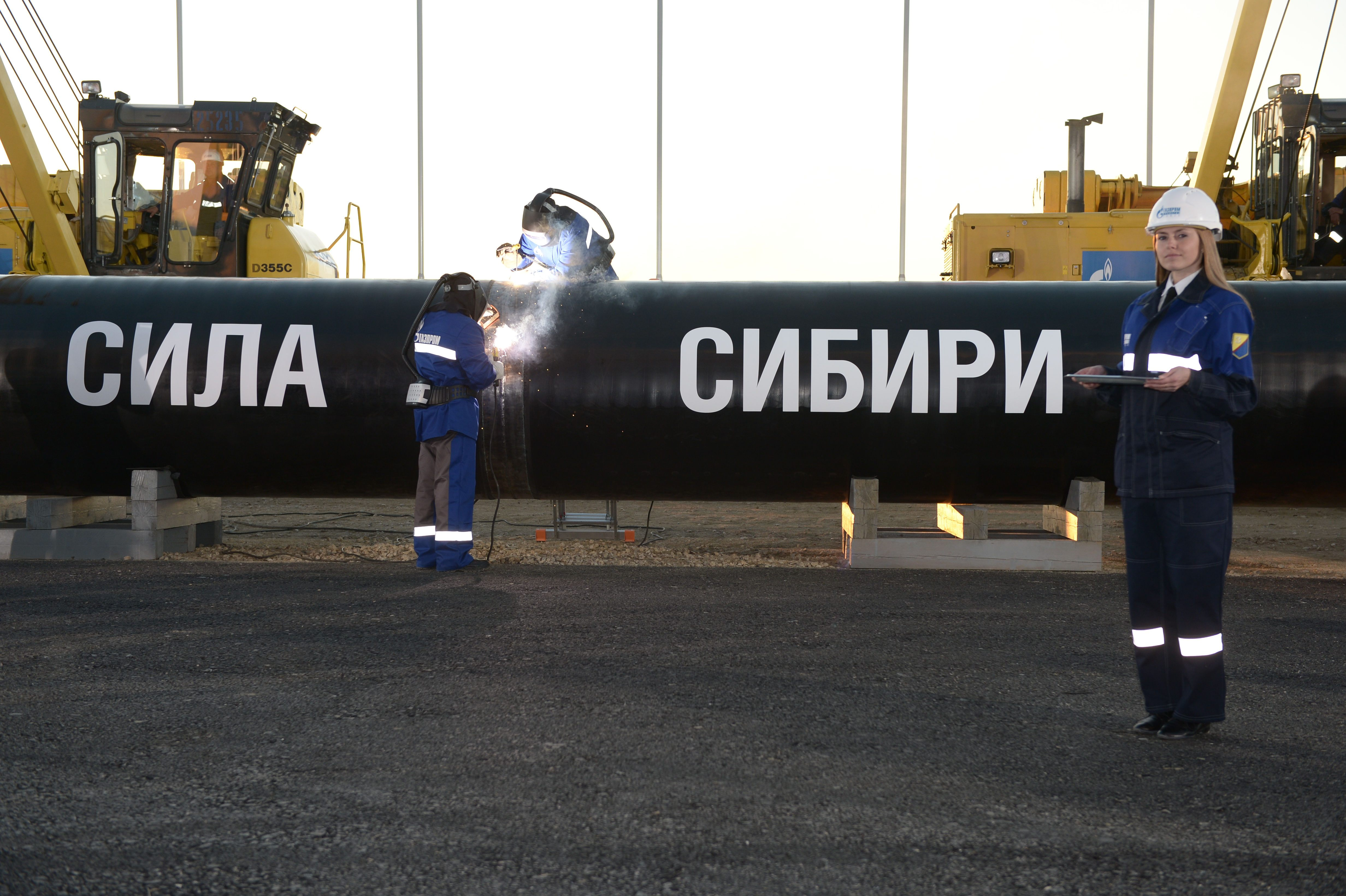
ガスパイプラインの最初のセクションの結合を記念する式典

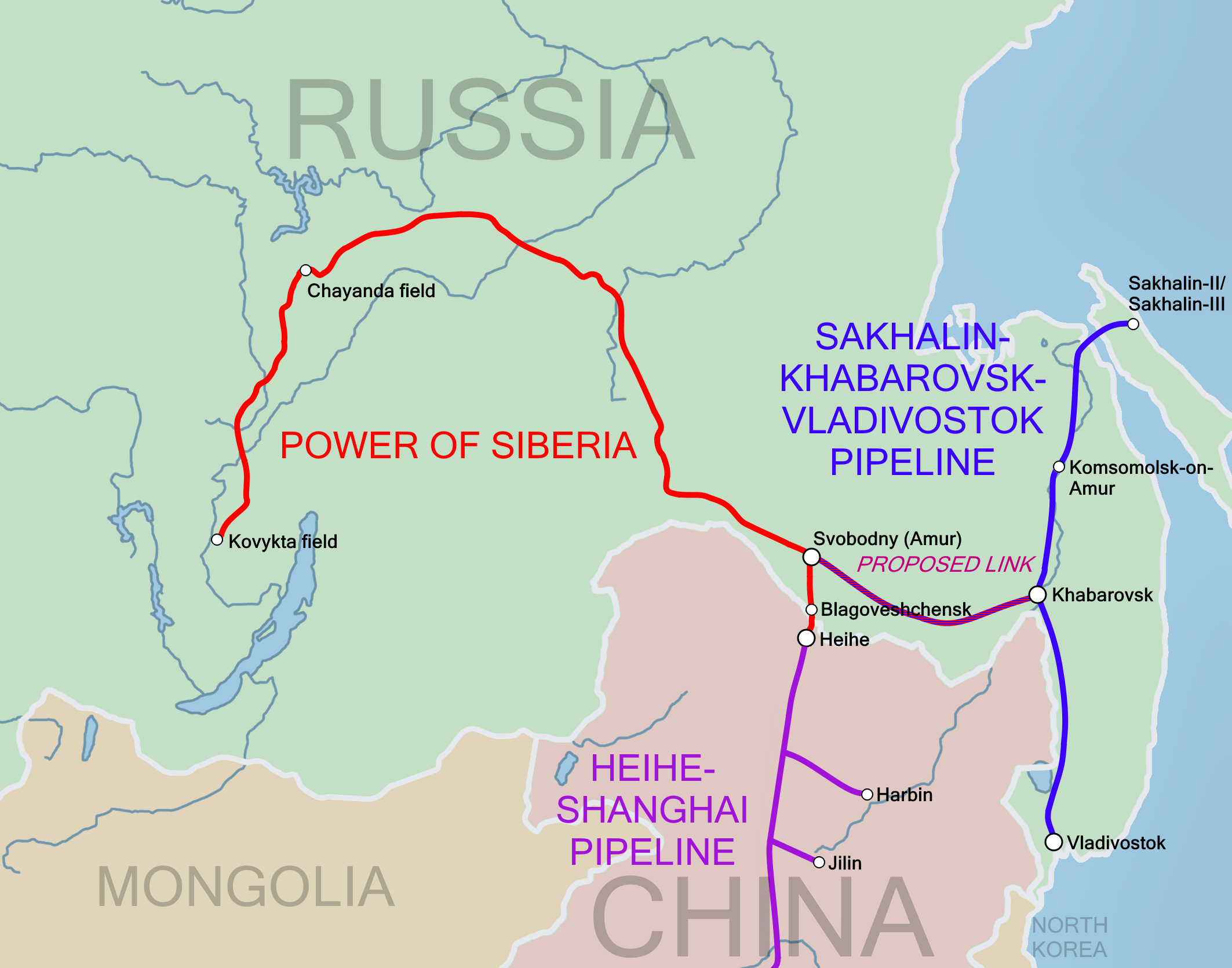
この地図はパイプラインのルート (左)、サハリン・ハバロフスク・ウラジオストクパイプライン (右)、それらの間を結ぶ提案中リンク (中央)を示す。

シベリアの力 (シベリアのちから、ロシア語: Сила Сибири＝シーラ・シビーリ、英語: Power of Siberia、中国語: 中俄东线天然气管道）は、以前は「ヤクーチア - ハバロフスク - ウラジオストク・パイプライン」、別名「中国・ロシア東ルート天然ガスパイプライン」などと呼ばれていたプロジェクトで、ロシアのガスプロムが運営する東シベリアのパイプラインであり、その目的は天然ガスをシベリアのヤクートから沿海地方と中国へ輸送する東部ガス・ルートの一部である。また提案中の中国への西部ガス・ルートは、「シベリアの力2」で、アルタイ・ガス・パイプラインとしても知られている。

## 概要
「シベリアの力」は、2007年に「東方ガスプログラム」としてロシア・中国の間で正式に検討を始め、2014年に合意を見て建設が始まった。ルートは、ガスプロムがヤクーチア（サハ共和国）のチャヤンダ・ガス田（Chayanda Field）から東へスヴォボードヌイで南へブラゴベシチェンスク（アムール州州都）までの2,200キロメートルを建設して、そこからは中国石油天然気集団がアムール川を超えて中国東北部の黒龍江省黒河対岸へ達する。
「シベリアの力」は、アルカディ・ローテンベルクのStorygazmantazhやゲンナジー・ティムチェンコのStroytransgazによって建設され、2019年12月には竣工して天然ガスの供給が開始され、ロシアのプーチン大統領と中国の習国家主席がオンラインで出席する開通式が行われた。
今後は、イルクーツク州のコヴィクタ・ガス田（Kovykta Field）をチャヤンダ・ガス田へつなぐ約800キロを建設する予定で、2022年12月にはコヴィクタ・ガス田の天然ガス生産も始まった。また原案によれば、スヴォボードヌイからビロビジャン（ユダヤ自治州の州都）を経てハバロフスクまでも天然ガスパイプラインを延長して、そこでサハリン・ハバロフスク・ウラジオストクパイプラインへつなげる予定。

## 中国側の天然ガスパイプライン
ロシアの「シベリアの力」天然ガスパイプラインの建設に呼応して、中華人民共和国国内で9つの省、自治区、直轄市を通過する天然ガスパイプラインが計画されて、北部区間、中部区間、南部区間に分けて、段階的に建設がされている。2019年12月には北区間（黒竜江省黒河市－吉林省松原市長嶺県）が開通し、2020年12月3日には中区間（吉林・長嶺－河北省廊坊市永清県）が完成し、2020 年 7 月には南区間（河北・永慶－上海）の建設が開始され、この部分の工事は2022年12には上海まで達したと伝えられている。

## シベリアの力2
シベリアの力とは別に、アルタイ・ガス・パイプライン、別名「シベリアの力2」が検討されている。これは初期の計画を変えて、2022年にはフィージビリティスタディで、ロシアのアルタイ共和国を通り、モンゴル国を経て、中国新疆ウイグル地区へ達して、そこで西気東輸ガスパイプラインへつなげるというものである。

## 参照項目
- 中央アジア・中国ガスパイプライン (Central Asia–China gas pipeline) ：カザフスタン・トルクメニスタン～中国
- 中国のエネルギー政策 (Energy policy of China)
- ロシアのエネルギー政策 (Energy policy of Russia)
- 西気東輸 ：中国内の東西ガスパイプライン：新疆ウイグル自治区～上海
- 東シベリア・太平洋石油パイプライン